# Spanish Town (Isole Vergini Britanniche)
Spanish Town o The Valley è la seconda città delle Isole Vergini Britanniche per grandezza, dopo Road Town, ed è situata a sud dell'isola di Virgin Gorda.